# Vila Josefa Andera
Vila Josefa Andera je funkcionalistická přístavba k secesnímu sídlu olomouckého podnikatele Josefa Andera, kterou ve 30. letech 20. století realizoval architekt Bohumír Čermák. Objekt má číslo popisné 105 a nachází se v katastrálním území Svatý Kopeček v Olomouci, na pozemku parcelní číslo 274. Jedná se o dvorní objekt, který není z ulice viditelný.

## Historie

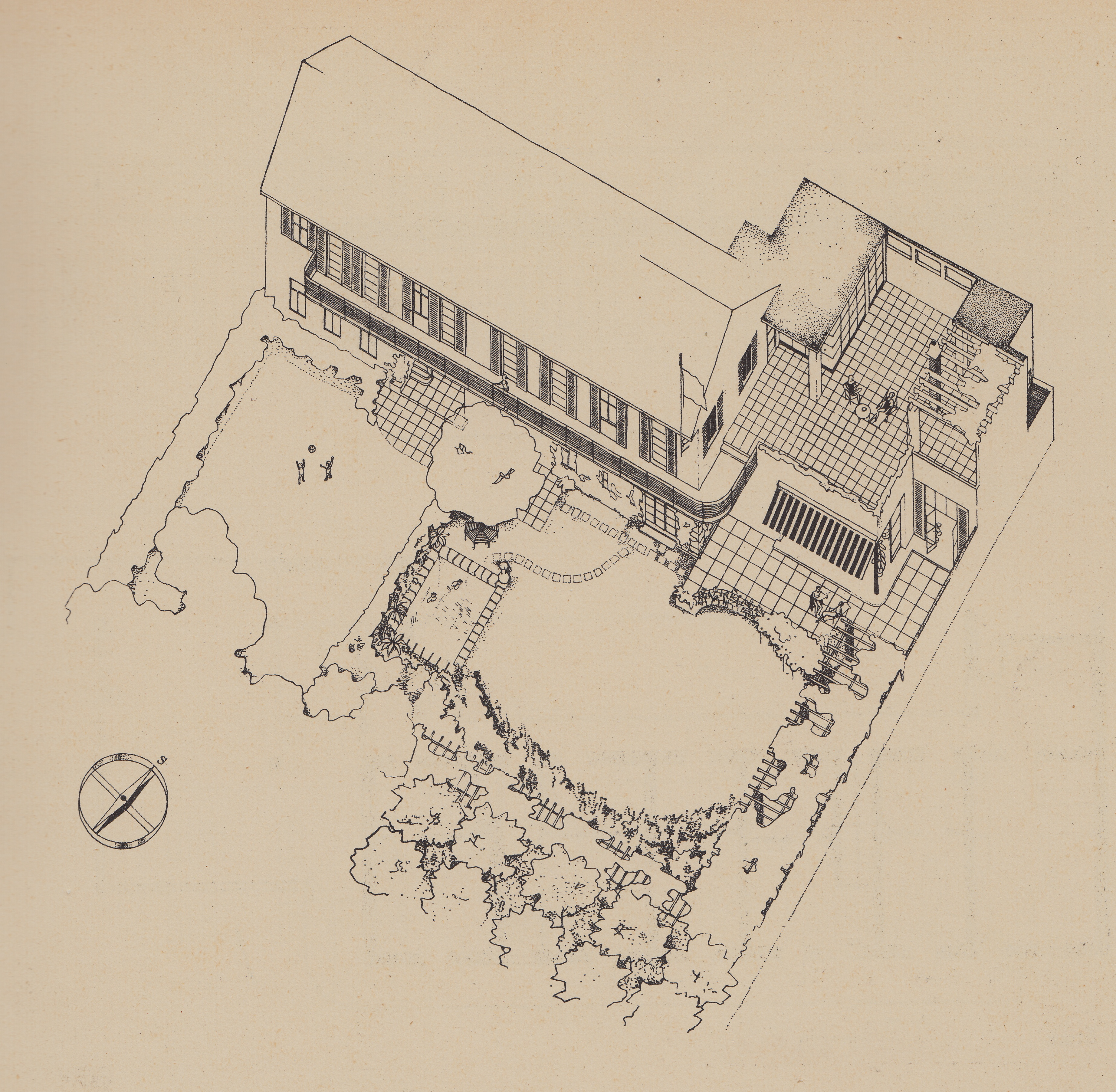
Vila Josefa Andera, axonometrie.

Josef Ander mladší převzal po svém otci obchodní firmu a vedl síť obchodních domů ASO (Ander a syn Olomouc). Pro tuto firmu pracoval již od dvacátých let architekt Bohumír Čermák, který navrhl několik jejích obchodních domů. Zadáním bylo doplnit stavbu rodinného sídla tak, aby zde mohly trávit letní čas rodiny pěti synů Josefa Andera staršího.
Pro tyto účely byl v letech 1933–1934 upraven dvorní trakt, u kterého architekt zachoval romantický charakter. V něm vytvořil ložnice a hostinské pokoje, které na jihu vedly v přízemí do zahrady a v patře na balkon. Na severu se k nim přicházelo po průběžné chodbě. Na východní straně k domu přistavěl moderně řešenou část s obytnou halou a pracovnou. Stěny byly obloženy travertinem, v hale se nacházel krb a na podlaze bylo kobaltově modré linoleum.
Právě citlivé spojení tradiční architektury (jednopatrový objekt se sedlovou střechou a okenicemi) s moderními prvky (obytná hala, která se otevírala zasouvací skleněnou stěnou do zahrady) je považováno za hlavní klad architektova řešení. Stavba proběhla v letech 1933–1934.
Autorem úpravy rozsáhlé zahrady byl pravděpodobně brněnský architekt Otto Eisler. V zahradě byly umístěny pergoly, altány, tenisový kurt a plastiky ze sbírek Josefa Andera, například sochy Marie Bartoňkové-Drábkové.
V letech 1937–1938 byla realizována další fáze od stejného architekta, kdy byl na místě terasy přistavěn v prvním patře byt.
V roce 1948 byla vila majitelům znárodněna a byla v ní umístěna mateřská škola, pro kterou byla v sedmdesátých letech 20. století přistavěna další budova.
V roce 2006 byla navržena ochrana stavby jako kulturní památky. Tento návrh ale nebyl schválen. Jako hlavní argument, proč stavba nezískala statut kulturní památky, byla skutečnost, že je již značně zdevastována.